# قصر الأخيار (ليبيا)
قصر الأخيار هي مدينة ساحلية ليبية مطلة على البحر المتوسط، تقع شرق العاصمة طرابلس بحوالي 75 كم تقريباً وتعتبر إحدى ضواحي منطقة طرابلس الكبرى، يمتد نطاقها الإداري من قرية غنيمة شرقاً حتى مدينة القره بوللي غرباً عبر الطريق الساحلي السريع ويحدها البحر من الشمال، ومدينة مسلاتة من الجنوب وهي تتبع بلدية طرابلس منذ عام 2012 وتعتبر بوابة شعبية طرابلس الشرقية.
تكونت قصر الأخيار من مزيج من القبائل والعشائر والعائلات، هذا المزيج ظهر منذ العصر العثماني في بوتقة شكلت نمطاً ثقافياً واحداً، تشكلت منه ثقافة فرعية واحدة، وليس للقبلية العنصرية أي دور يذكر في بناء هذه المنطقة شبه الحضري.
وقد اشتركت جميع مكونات قصر الأخيار البشرية في مرحلة النضال ضد الطليان كتفاً إلى كتف، وكانت أهم معاركها قصر العلوص.
وقصر الأخيار قرية عمرها يزيد عن 4000 سنة، وسبب تسميتها بهذا الاسم يعود لقبيلة بني خيار وهي فرع من قبيلة هوارة التي كانت تقطن جبل نفوسة من قدمه في منطقة الخمس وحتى شمال ترهونة، شيد بنو خيار عدة قصور - قيل أنها خمسة لم يتبق منها إلا واحد وهو الذي تعرف به اليوم والذي جرى ترميمه في نهاية القرن التاسع على يد مدير المنطقة في ذلك الوقت.
ومركز قصر الأخيار منطقة أثرية يعود معظم آثارها إلى العصر الروماني، وقد وجدت بها عدة كهوف درست عينات من أدواتها الفخارية دلت على أنها تتراوح ما بين 1500 و 2000 سنة قبل الميلاد، والتي ربما يعود بعضها إلى عصر النوميديين.
وهي مدينة زراعية بالدرجة الأولى تجارية بالدرجة الثانية كما يتكون النظام الإداري للمدينة من محلات خيار المركز وخيار الغربية والعلوص وغنيمة.